# Karl-Foerster-Garten
Der Karl-Foerster-Garten ist ein vom deutschen Gärtner und Staudenzüchter Karl Foerster (1874–1970) angelegter Garten in Potsdam-Bornim.

## Geschichte

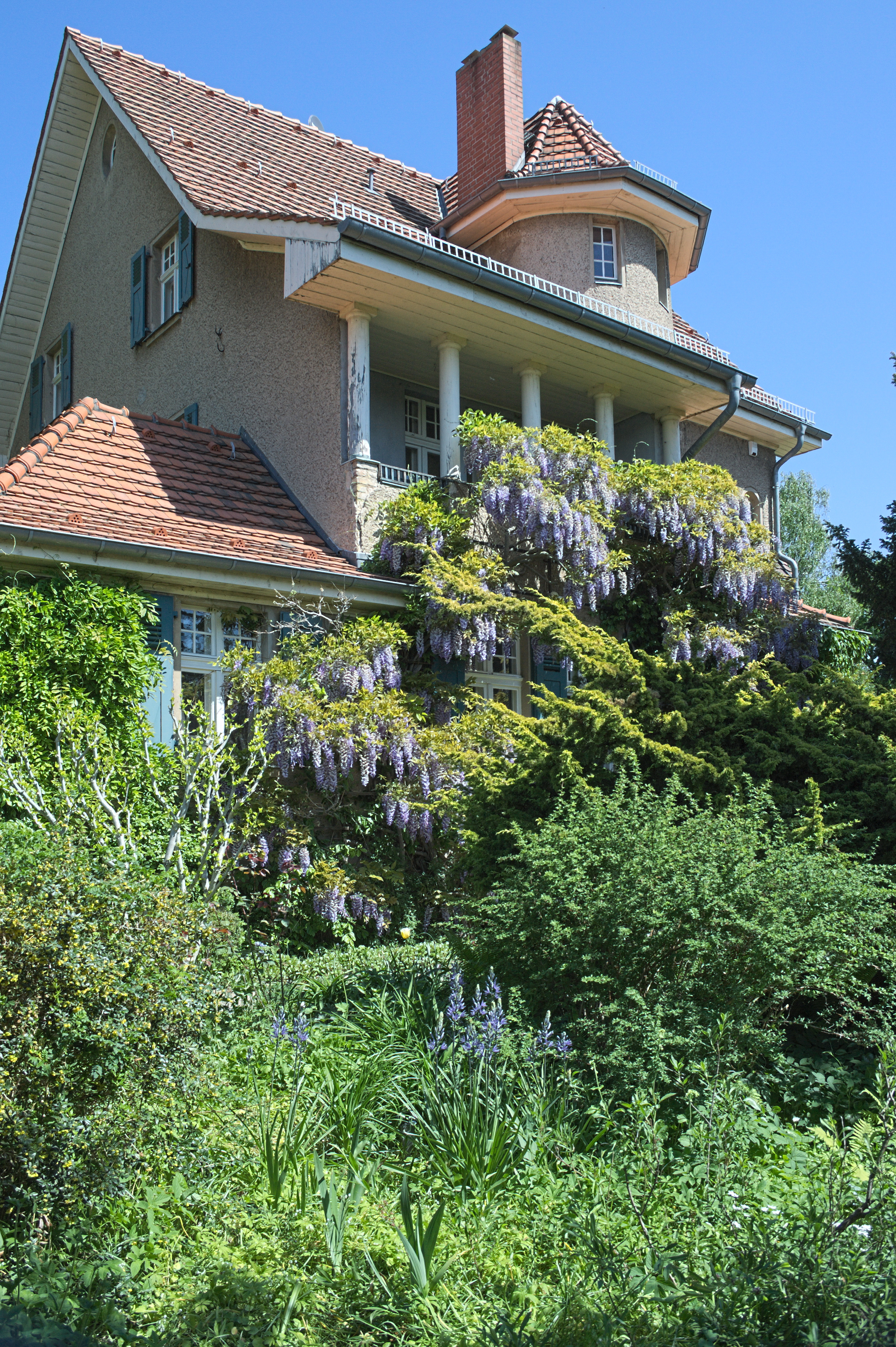
Glyzinie am Wohnhaus

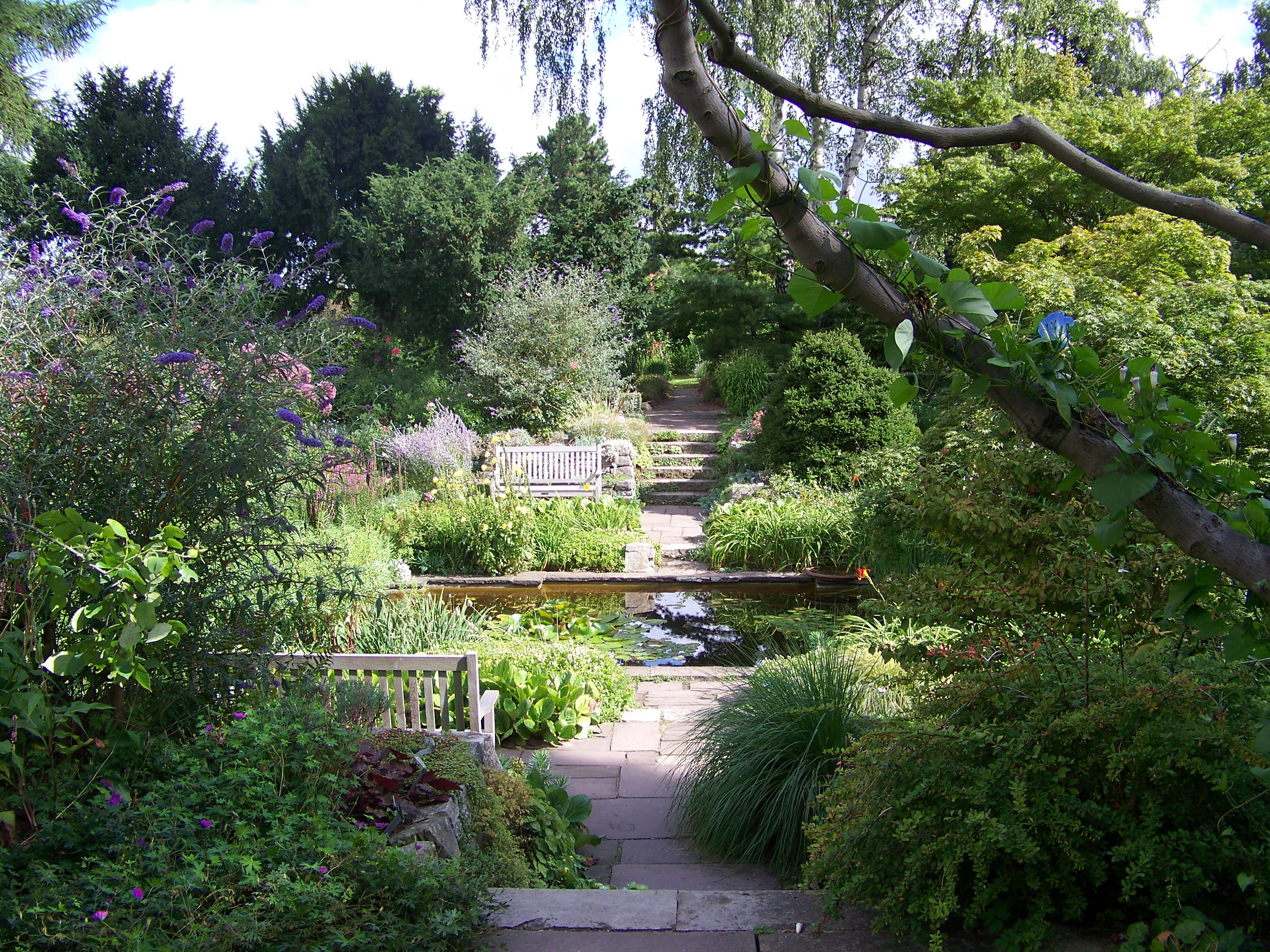
Der kleine Teich in der Mitte des Senkgartens

Karl Foerster war mit seiner Gärtnerei 1910–1911 von Charlottenburg-Westend nach Bornim b. Potsdam an den Rand der von Peter Joseph Lenné im  19. Jahrhundert gestalteten Bornstedter Feldflur umgezogen. Foerster war an der Königlichen Gärtnerlehranstalt am Wildpark bei Potsdam ausgebildet worden. 1912 wurde das Wohnhaus im englischen Landhausstil erbaut.
Foerster legte rund um sein Wohnhaus ab 1912 auf einem 5000 Quadratmeter großen Gelände seine Gartenwelten an. Auf diesen Flächen testete er viele seiner insgesamt 300 Züchtungen auf ihre Widerstandsfähigkeit und Unempfindlichkeit gegenüber Frost. In Analogie zur Künstlerkolonie Worpswede wurde Bornim  durch die Arbeitsgemeinschaft Foerster-Mattern-Hammerbacher als „Worpswede der Gartengestalter“ bekannt. Karl Foerster betreute die Gartenanlage bis zu seinem Tod im November 1970 selbst. Nach der Heirat mit der Sängerin und Pianistin Eva Hildebrandt 1927 und der Geburt der Tochter Marianne im Jahr 1931 folgten geschäftlich schwierige Zeiten:  Weltwirtschaftskrise in den 1930er Jahren und die Kriegsjahre: Es wurden Kartoffeln und Gemüse angebaut.
Ab August 1945 führte Foerster mit Genehmigung der Sowjetischen Militäradministration seine Gärtnerei als „Züchtungs- und Forschungsbetrieb winterharter Blütenstauden“ weiter. Hermann Göritz bepflanzte 1960/1961 nach Gestaltungen des über 80-Jährigen den Garten in Teilen um und in den 1970er Jahren in eigener Regie abermals. Nach Foersters Tod wohnte Eva Foerster, seine 28 Jahre jüngere Witwe, weiterhin bis zu ihrem Tod 1997 im Haus.
1972 wurde die privat geführte Gärtnerei als „Volkseigenes Gut Bornimer Staudenkulturen“ in staatliche Führung übernommen, wobei Wohnhaus und Garten in Familienbesitz blieben. 1981 wurde die Karl-Foerster-Gedenkstätte zur Bestandssicherung unter Denkmalschutz gestellt. 1983 folgte eine Überarbeitung des Gartens durch Hermann Göritz und Peter Herling.  Karl Foersters Tochter Marianne war nach der Gärtnerlehre bei ihrem Vater ab Ende der 1950er Jahre beim belgischen Landschaftsarchitekten René Pechère als Landschaftsgärtnerin tätig. Sie kehrte 1990 aus Brüssel nach Bornim zurück und kümmerte sich fortan um den Erhalt der Anlage.
Während der Bundesgartenschau 2001 in Potsdam stellte das Ministerium für Landwirtschaft, Umwelt und Raumordnung des Landes Brandenburg durch den Sanierungsträger „Bornstedter Feld“ eine Million Mark für die umfassende Rekonstruktion bereit. Das Projekt erarbeitete der Berliner Gartenarchitekt Martin Heisig, der 1957–1960 eine Lehre als Gärtner bei Karl Foerster absolviert hatte.
Karl Foerster legte stets großen Wert darauf, dass sein Bornimer Garten jedem interessierten Besucher offenstand. Der Garten wurde bis 2010 von seiner (im nicht öffentlich zugänglichen Haus lebenden) Tochter Marianne Foerster geführt. Um eine dauerhafte Bewahrung dieses Kulturdenkmals sicherzustellen, hatte Marianne Foerster, die 2010 im Alter von 79 Jahren verstarb, das Haus und den nach ihrem Vater benannten Garten in Potsdam-Bornim in die von ihr geschaffene Marianne-Foerster-Stiftung, eine treuhänderische Stiftung in der Deutschen Stiftung Denkmalschutz, überführt.

## Gestaltung
Das Wohnhaus wurde ab 1911 im zeittypischen Landhausstil errichtet, wie er etwa auch durch Hermann Muthesius (1861–1927) vertreten wurde. Die Innenausstattung ist vor allem im Erdgeschoss mit Eingangshalle, Wohnraum sowie Arbeitszimmer mit Bibliothek weitgehend im Originalzustand erhalten und wurde seit der Nutzung als Denkmal weiter restauriert.
Der Garten ist thematisch in die Bereiche Senkgarten, Naturgarten, Steingarten, Frühlingsweg, Herbstbeet und Farnschlucht gegliedert. Der 1960 aufgegebene Versuchsgarten ist heute mit Züchtungen gestaltet.
Mit einer Länge von 45 Metern und einer Breite von 25 Metern ist der Senkgarten das Herzstück der Anlage. Seine Terrassierung durch Trockenmauern wurde in den 1930er Jahren durch Hermann Mattern angelegt. Er präsentiert die Prachtstauden wie Rittersporn, Phlox, Astern und Chrysanthemen zwischen Gräsern. Ein kleiner Gartenteich im Zentrum des Senkgarten ist umgeben von Iris, Taglilien und weiteren Uferstauden.
Direkt daneben befindet sich der Frühlingsweg mit Großsträuchern wie Haselnuss und Schneeball, die im Frühling ihre volle Pracht zeigen. Anschließend liegt das Herbstbeet, das den Frühlingsweg, den Steingarten und die „Farnschlucht“ verbindet. Der ehemalige Naturgarten wurde bereits 1930 von Foerster in einen „Wohngarten“ umgestaltet, eine kleine Gartenhütte, das reetgedeckte „Balihäuschen“, ist seit 2014 nach einer Restaurierung wieder hier zu sehen. Gegenüber dem Gartentor stehen noch die alten Eichen der Remise Raubfang, dem Waldstück, in dem sich früher das Vieh unterstellen konnte.

## Werke
- Blauer Schatz der Gärten.
- Garten als Zauberschlüssel.